# Lord Our Righteousness Church
Lord Our Righteousness Church [lɔrd ˈaʊər ˈraɪʧəsnəs ʧɜrʧ] är en religiös grupp från Clayton New Mexico. Gruppen har sitt ursprung i en grupp på ungefär 80 anhängare från Idaho År 2008 bestod gruppen av ungefär 50 personer.

## Historia
Dess ledare Wayne Curtis Bent, född 18 maj 1941 är inom kyrkan känd som Michael Travesser (enligt vissa en referens till Mikael ärkeängeln). Bent, som tidigare var en sjundedagsadventistpastor, och lämnade den kyrkan 1987, hävdar att en gång då han var i sitt vardagsrum under år 2000, sa Gud till honom: "Du är Messias." Bent har sedan dess sagt: Jag är guds utförningsform. Jag är gudomlighet och mänsklighet kombinerat.

## I publika medier
I kanal 4 i Storbritannien sändes en dokumentär om Lord Our Righteousness Church. Dokumentären sändes med namnet "The End of the World Cult". Det har också gjorts ett flertal youtube-videor där folk uttrycker sina åsikter om kulten. Här är några exempel:
- Telltale (Fd. Jehovas Vittne som i videon jämför Lord Our Righteousness Church med Jehovas Vittnen)
- Aspect21
- Danny Hide TV ("Vuxet"/Olämpligt Språkbruk)